# Беннетт, Шелли
Шелли Беннетт (англ. Shelley Bennett; род. 14 октября 1981, Индиана) — американская актриса и режиссёр.

## Биография
Шелли Сейфриг родилась 14 октября 1981 года в Индиане, США. После окончания школы переехала в Нью-Йорк, выступала в театральной труппе на Манхэттене. Затем она училась в консерватории Стеллы Адлер. Дебютировала на телевидении в 2000 году в сериале «Все мои дети». В 2002 году снялась в 8 эпизодах сериала «Как вращается мир». После переезда в Лос-Анджелес в 2004 году Шелли снялась в фильме «Возвращение в Сонную лощину». Соведущая программы «Merrillwood» на TheStream.tv. Играла в нескольких постановках нью-йорких театров. В 2009 году она работала в качестве члена жюри на 19-м Каирском международном кинофестивале для детей. В 2012 году была выбрана в состав номинационного комитета «Премии Гильдии киноактёров США 2013». В 2012 году выступила в качестве режиссёра, сценариста и продюсера документального фильма «Позор Шелли Беннетт».

## Личная жизнь
Шелли была замужем за футболистом NFL Шоном Беннеттом. Пара развелась вскоре после окончания колледжа, но в дальнейшем Шелли оставила фамилию бывшего мужа.

## Фильмография

### Актриса
| Год       |     | Русское название            | Оригинальное название     | Роль                         |
| --------- | --- | --------------------------- | ------------------------- | ---------------------------- |
| 2000      | с   | Все мои дети                | All My Children           | студентка колледжа           |
| 2002      | кор | Загрузка и ралли            | Boot and Rally            | девушка                      |
| 2002      | с   | Как вращается мир           | As the World Turns        | Вивиан Гудмансон             |
| 2002—2003 | с   | Супер команда               | Teamo Supremo             | девушка-хиппи                |
| 2004      | в   | Возвращение в Сонную лощину | The Hollow                | Эрика                        |
| 2007      | кор | Лагерь девушек              | Girl Camp                 | жена прихожанина             |
| 2009      | кор | Удар песком в твое лицо     | Kicking Sand in Your Face | администратор бара           |
| 2011      | ф   | Дорожный убийца             | Machine Head              | Джордан                      |
| 2011      | с   | Интригующие новости         | Hindsight News            | террорист-смертник/медсестра |
| 2011      | ф   | С Новым годом!              | Happy New Year            | Шейла                        |
| 2012      | ф   | Удивительно ленивые         | The Amazing Lazy          | секретный агент              |
| 2012      | ф   | Последний звонок            | Last Call                 | Микки Старр                  |
| 2015      | ф   | Совершеннолетие             | Adulthood                 | Джанелль                     |

### Режиссёр
| Год  |     | Русское название    | Оригинальное название    | Роль |
| ---- | --- | ------------------- | ------------------------ | ---- |
| 2010 | кор | За завесой          | Behind the Veil          |      |
| 2012 | док | Позор Шелли Беннетт | Shame on Shelley Bennett |      |